# Leonardo de Figueroa
Leonardo de Figueroa (* um 1650 in Utiel, Region Valencia; † 1730 in Sevilla) war ein spanischer Architekt, der mehrere Kirchen und Klöster in Sevilla entworfen und dadurch das Baugeschehen der Barockzeit in dieser Stadt maßgeblich geprägt hat. Seine Söhne Matías José und Ambrosio waren ebenfalls bekannte Architekten.

## Biografie
Leonardo de Figueroa wurde in der Stadt  Utiel geboren. Nach der Jugendzeit in Antequera übte er von 1670 bis 1675 in Sevilla das Maurerhandwerk aus. In dieser Stadt, wo er sich zweimal verheiratete, blieb er als Baumeister tätig. Sein erstes wichtiges Bauwerk war das Hospital de los Venerables in Sevilla, das er von 1686 bis 1696 errichtete. Von 1682 an leitete er in derselben Stadt den Bau des Hospital de la Caridad. 
Von 1691 bis 1709 entstanden unter seiner Aufsicht die Kirche und das Kloster der Dominikaner San Pablo la Real. Die Kirche dient heute als Gotteshaus der Pfarrei der hl. Magdalena in Sevilla. Bemerkenswert an diesem Bau sind vor allem die Kuppel sowie die reiche, farbenprächtige Bauausstattung in Stuck und mit Malereien.
Das Meisterwerk von Leonardo de Figueroa ist die nach 1691 gebaute Kirche San Luis de los Franceses in Sevilla, deren Grundriss die Form eines griechischen Kreuzes hat.

## Werke (Auswahl)
- Hospital de los Venerables, Sevilla
- Klosterkirche San Pablo el Real, heute Santa Maria Magdalena, Sevilla
- Kloster San Pablo el Real (abgebrochen)
- Kirche Salvador, Sevilla, 1679–1712
- Kirche San Luis de Los Franceses, Sevilla
- Kloster La Merce, heute Kunstmuseum, Sevilla.
- Kapelle in der Kirche Santa Catalina, Sevilla.
- Stadtpalast San Telmo, Sevilla.
- Patio (Kreuzgang) des Klosters San Acasio, Sevilla.
- Hospital de la Caridad, Sevilla.

## Bilder

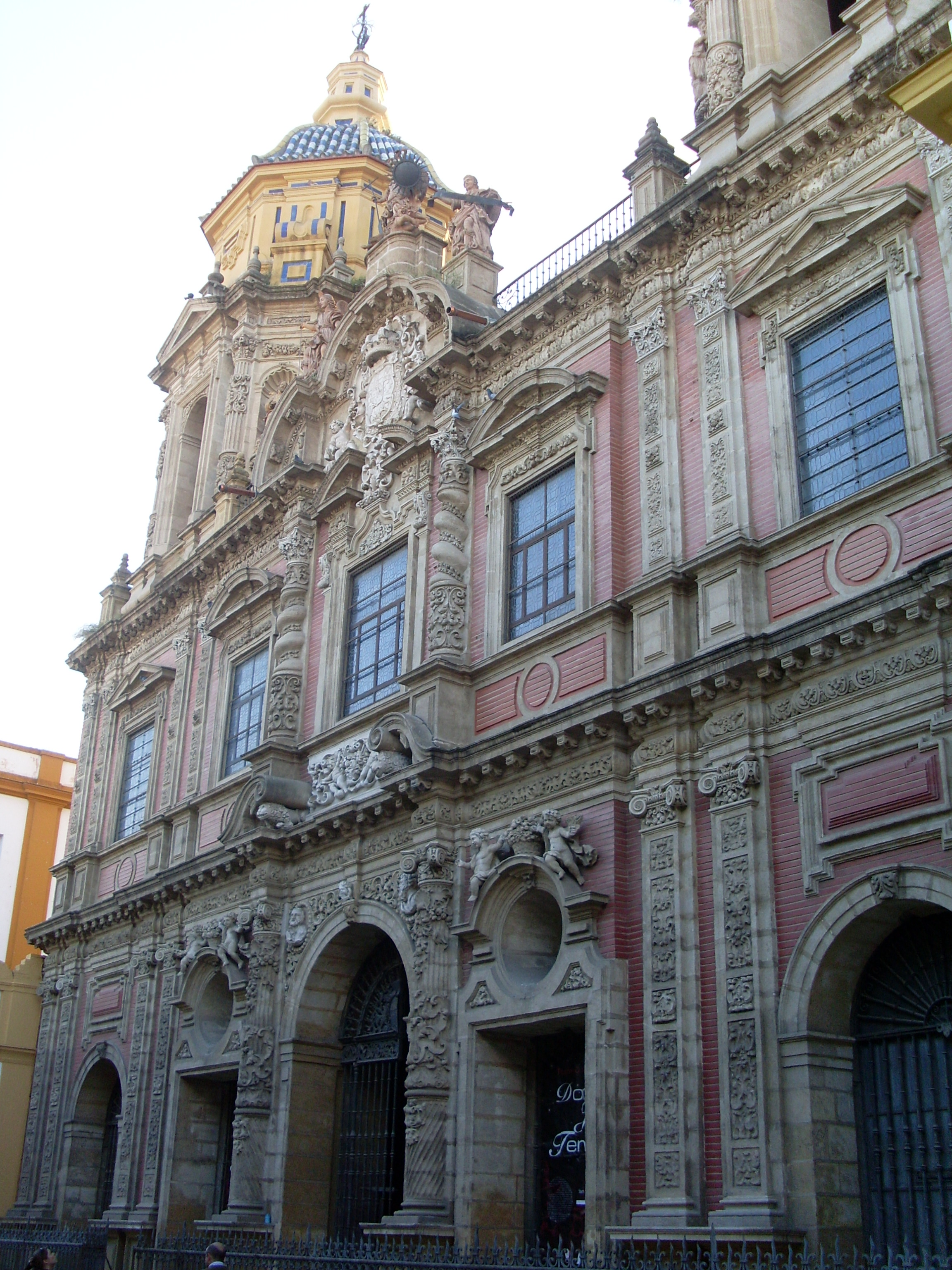
San Luis de los Franceses
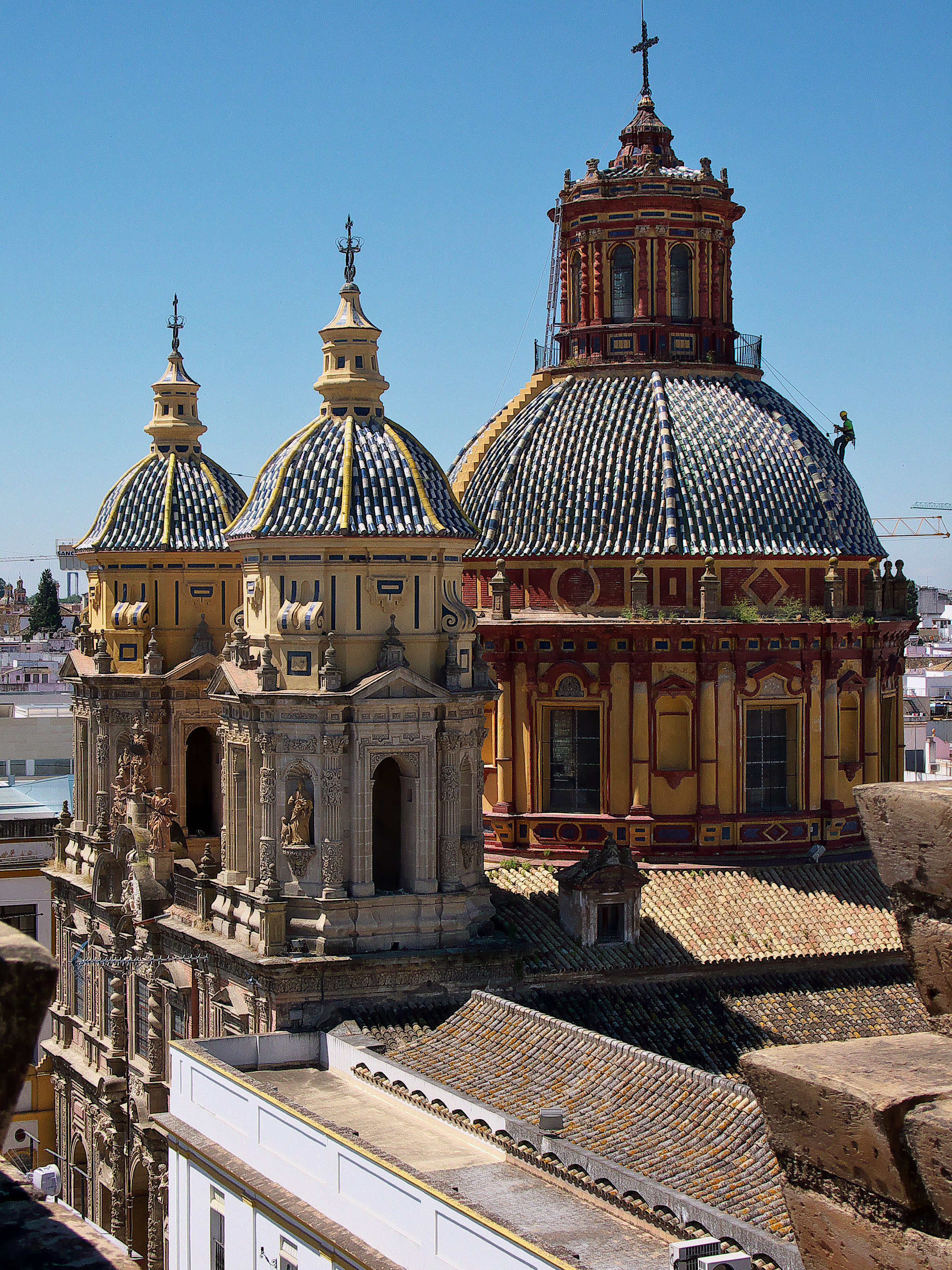
San Luis de los Franceses
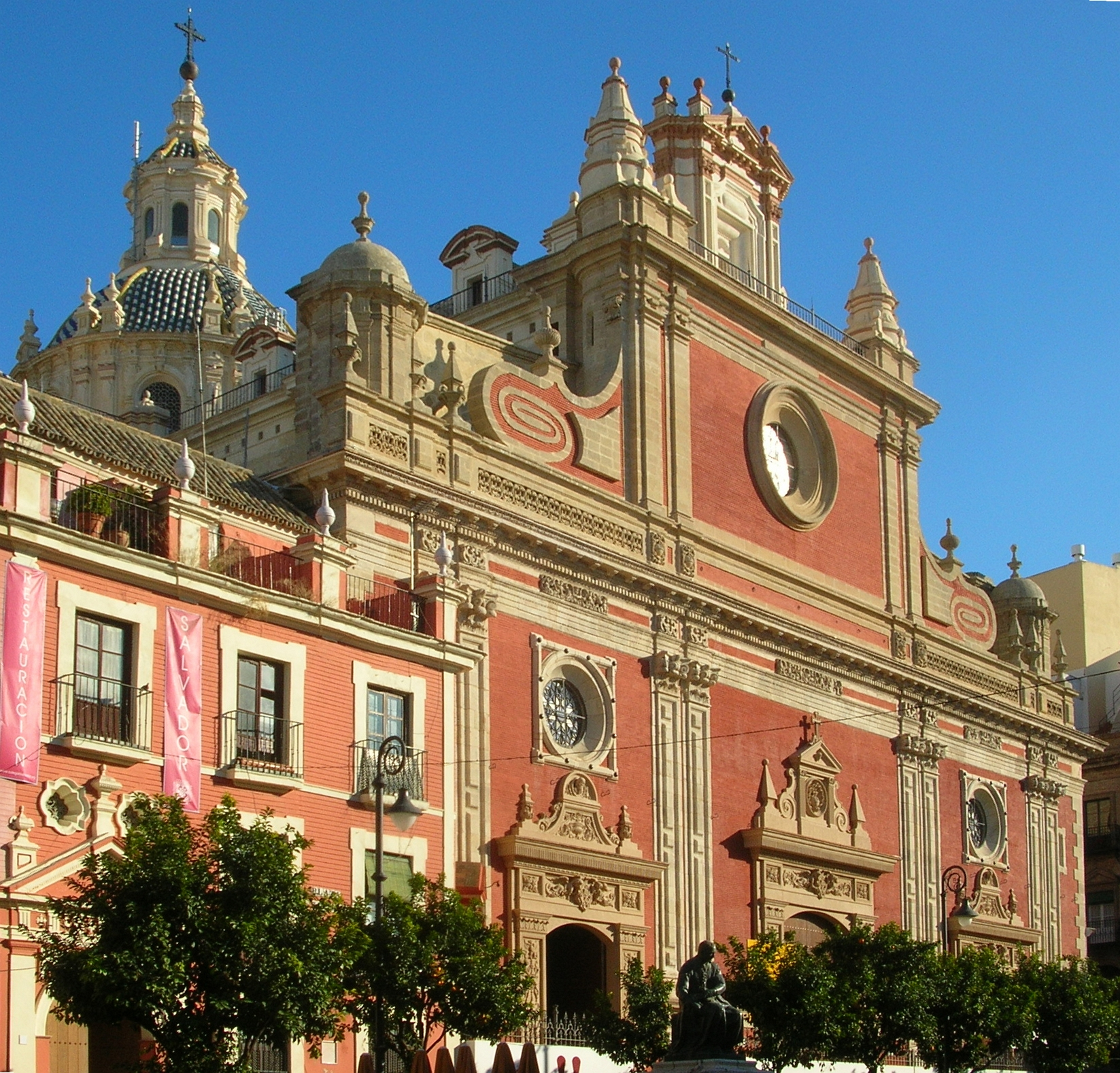
San Salvador
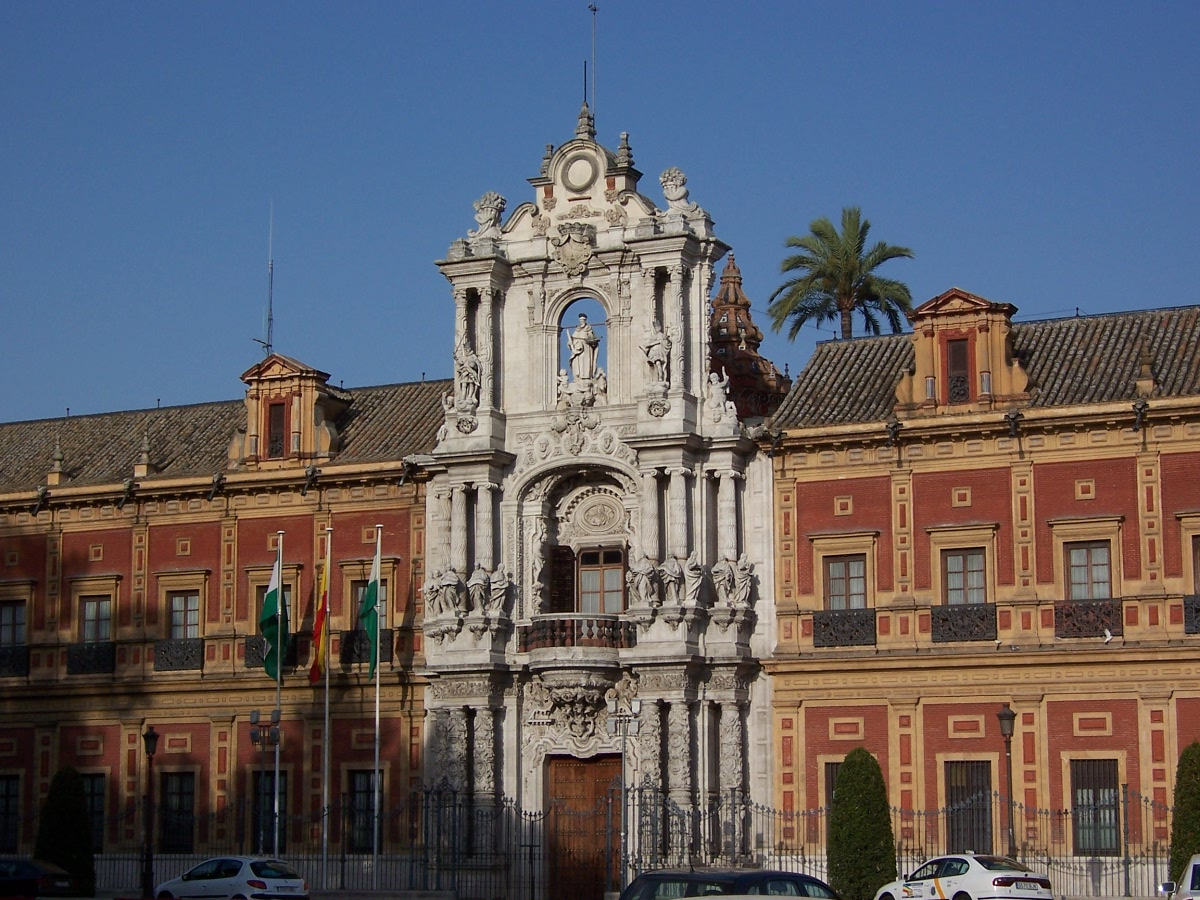
Stadtpalast San Telmo
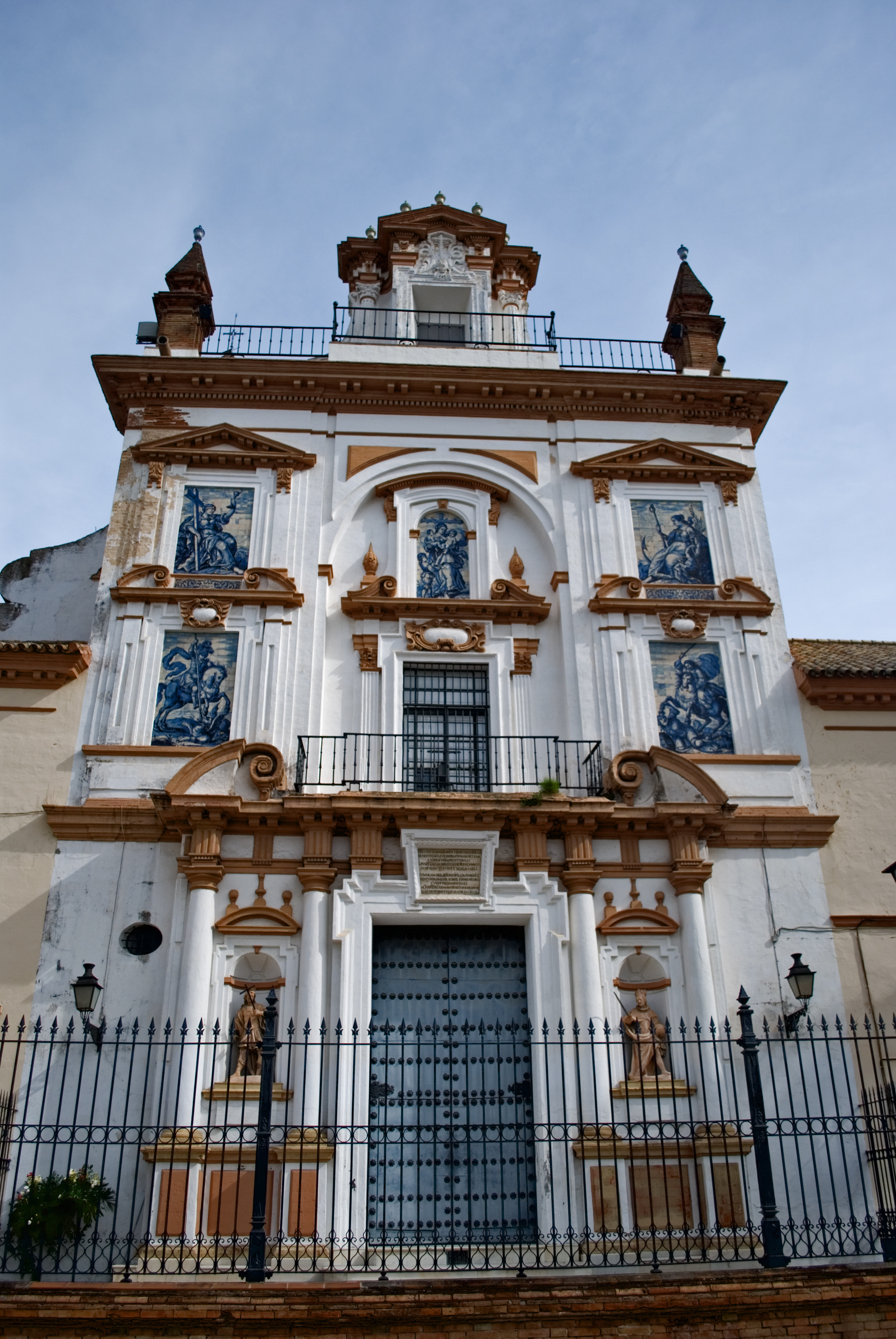
Hospital de la Caridad